# Rudolf Kerner
Rudolf Franz Kerner (* 21. Februar 1910 in Saarbrücken; † 21. Februar 1997 in Malschenberg) war SS-Hauptsturmführer und Kriminalkommissar und ab 3. September 1941 Leiter der deutschen Geheimen Staatspolizei in Kristiansand (Norwegen).

## Werdegang

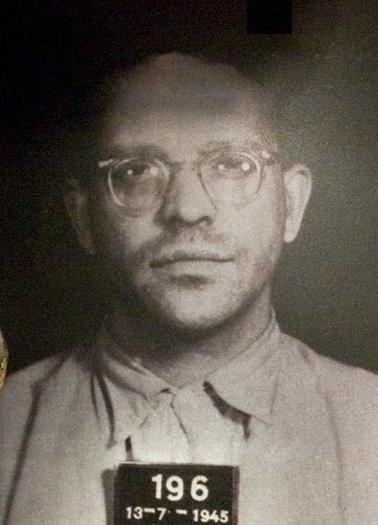
Rudolf Kerner in Haft

Kerner legte 1928 in Saarbrücken die Reifeprüfung ab. Zum 1. Juni 1930 trat er der NSDAP bei (Mitgliedsnummer 246.937). Nach einer Fachschulausbildung in Pirmasens in der Pfalz und anschließendem Volontariat bei der Firma „Ela“ arbeitete er von 1932 bis 1936 im Schuhgeschäft seiner Eltern.
Danach wechselte Kerner das Berufsfeld und wurde bei der Staatspolizei in Saarbrücken ausgebildet. 1937 bestand er eine Prüfung im Kriminaltechnischen Institut in Berlin und durchlief danach in Saarbrücken weitere Ausbildungsstationen bei der Kriminalpolizei und dem Polizeipräsidium. Anfang 1938 legte er eine weitere Prüfung ab, wurde im März 1939 zum Staatspolizeiamt Linz abgeordnet und später als Hilfs-Sachbearbeiter beim Abteilungsleiter der Staatspolizei tätig.
Am 1. Februar 1940 wurde Kerner zum Kriminalkommissar befördert und erhielt eine eigene Abteilung. Im Juli 1940 wurde Kerner zum SS-Obersturmführer ernannt (SS-Nummer 5.243) und in Metz (Lothringen) bzw. Thionville eingesetzt. Im September 1941 erhielt er einen Marschbefehl nach Oslo.

## Tätigkeit in Norwegen
1942 war Rudolf Kerner in Kristiansand als örtlicher Gestapo-Chef eingesetzt. Diese Stellung behielt er bis zur Kapitulation 1945.
Im Arkiv, dem Gebäude des Stadtarchivs in Kristiansand, verhörte die Gestapo Norweger, die des Widerstands verdächtigt wurden. Dort wurden 367 Personen von verschiedenen Gestapoleuten misshandelt; zwölf Personen starben an den Folgen. Kerner selbst beteiligte sich an Übergriffen und Misshandlungen.
Unter seine Verantwortung fällt auch die Tötung von 37 sowjetischen Kriegsgefangenen, die gefoltert und ohne Urteil erschossen wurden.

## Strafrechtliche Ahndung
Als örtlicher Chef der deutschen Sicherheitspolizei trug Rudolf Kerner Verantwortung für die Schreckensherrschaft und das Gewaltregime. Im Laufe des Jahres 1946 wurde Kerner von der norwegischen Polizei wegen seiner Tätigkeit als Gestapo-Beamter in Norwegen mehrmals verhört. Der schwerwiegendste Anklagepunkt war, dass er selbst die Folterung befahl, die zum Tod zweier Norweger führte. Am 16. Juni 1947 wurden Kerner und einige seiner Mitangeklagten wegen Verbrechen gegen die Menschlichkeit von einem norwegischen Gericht zum Tode verurteilt.
Das Todesurteil wurde im Jahr 1948 in lebenslange Haft umgewandelt. Die wichtige Rolle Westdeutschlands als Verbündeter im Kalten Krieg und seine angestrebte Wiederaufrüstung führte auch in Norwegen zu einer Amnestie der Kriegsverbrecher. Am 16. Oktober 1953 wurde Kerner aus der Haft entlassen und nach Deutschland abgeschoben.

## Mahnmal

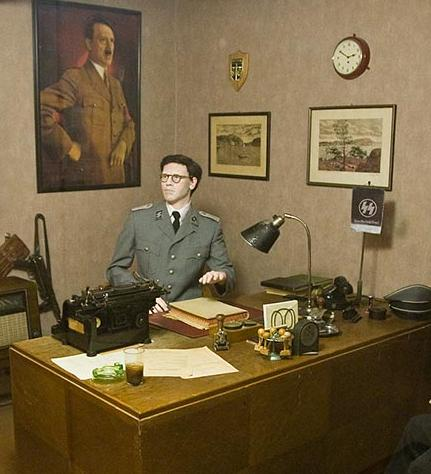
Museum im Gestapo-Gebäude

Das Gestapo-Gebäude wurde von Bewohnern als „Schreckenshaus“ (Skrekkens hus) bezeichnet. Heute ist das Arkiv das einzige erhaltene Gestapo-Quartier in Norwegen, in dem ein Museum untergebracht ist. Im Laufe des Zweiten Weltkrieges wurden etwa 3.500 Norweger von der Gestapo verhaftet und mehrere Tage im Arkiv festgehalten. Die Namen von 162 norwegischen Opfern, die in Konzentrationslagern starben oder hingerichtet wurden, sind auf einem Denkmal vor dem Gebäude angebracht.